# Robert B. Anderson

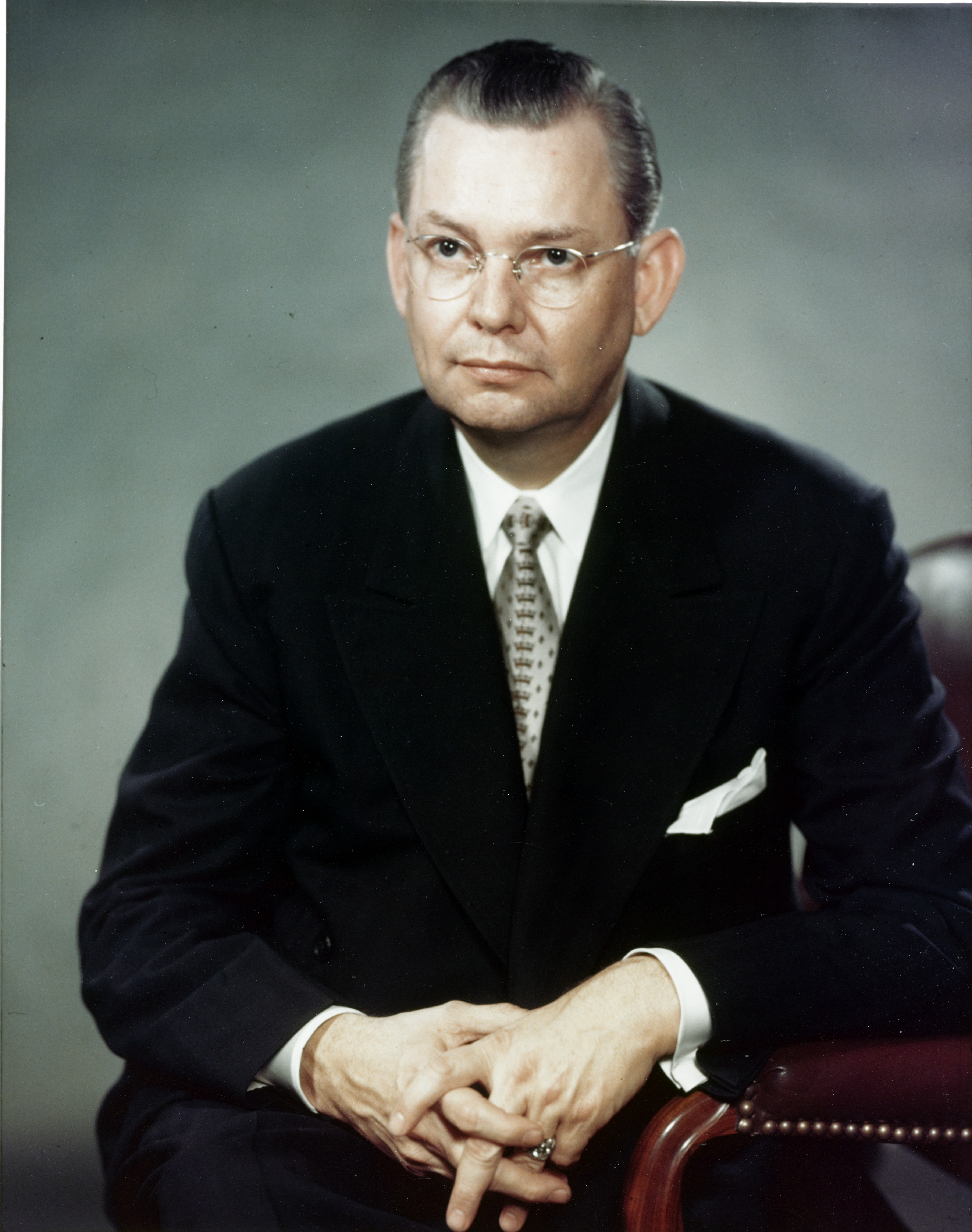
Robert B. Anderson

Robert Bernard Anderson (* 4. Juni 1910 in Burleson, Texas; † 14. August 1989 in New York City) war ein US-amerikanischer Geschäftsmann, demokratischer Politiker, Marineminister sowie Finanzminister.

## Studium und berufliche Laufbahn
Anderson, der ursprünglich High-School-Lehrer war, absolvierte von 1929 bis 1932 ein Studium der Rechtswissenschaften an der Law School der University of Texas in Austin. 1932 wurde er als Rechtsanwalt zugelassen.
Bereits 1933 wurde er von der ersten Gouverneurin von Texas, Miriam A. Ferguson, zum Stellvertretenden Attorney General von Texas ernannt sowie ein Jahr später zum Steuerkommissar des Bundesstaates. 1936 erfolgte seine Ernennung zum Vorsitzenden und Exekutivdirektors der Arbeitslosenkommission zum Texas. Dieses Amt übte er bis zu seinem Wechsel in die Privatwirtschaft 1941 aus.
Dort wurde er Geschäftsführer (General Manager) eines Ölunternehmens und einer Großranch. Danach war er von 1946 bis 1951 Präsident der Texas Mid-Continent Oil and Gas Association. Zwischen 1955 und 1957 war er Präsident des Unternehmens Ventures Ltd.

## Politische Laufbahn

### Abgeordneter in Texas und Marineminister unter Eisenhower
Anderson begann seine politische Laufbahn bereits 1932, als er für die Demokraten kurzzeitig als Abgeordneter in das Repräsentantenhaus von Texas gewählt wurde.
1952 wurde er Mitarbeiter des Heeresstaatssekretärs Frank Pace. Nach der Wahl von Dwight D. Eisenhower zum US-Präsidenten wurde er am 4. Februar 1953 zum Marineminister (Secretary of the Navy) ernannt. Während seiner Amtszeit wurden die letzten formellen Bestimmungen der Rassentrennung in der United States Navy in den Marinebasen Norfolk und Charleston aufgehoben. Zugleich setzte er sich für den technologischen Fortschritt innerhalb der Marine zur Aufrechterhaltung einer flexiblen Verteidigungsstrategie ein. Am 3. Mai 1954 gab er sein Amt als Marineminister auf und wurde stattdessen stellvertretender Verteidigungsminister (Deputy Secretary of Defense). 1955 wurde ihm die Freiheitsmedaille des US-Präsidenten (Medal of Freedom) verliehen.
Eisenhower war von der Begabung des jungen Politikers so stark beeindruckt, dass er in ihm einen zukünftigen Präsidenten sah. Aus diesem Grund betrachtete er ihn als einen seiner Hauptkandidaten für das Amt des Vizepräsidenten, falls der bisherige Amtsinhaber Richard Nixon zugunsten einer Ernennung zum Verteidigungsminister auf eine erneute Kandidatur bei den Präsidentschaftswahlen 1956 verzichten sollte. Als Nixon sich 1955 jedoch für eine erneute Kandidatur als Vizepräsident entschied, trat Anderson im gleichen Jahr als stellvertretender Verteidigungsminister zurück.

### Finanzminister während Eisenhowers zweiter Amtszeit

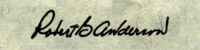
Unterschrift von Anderson auf US-$-Banknoten

Eisenhower, der nach wie vor die Fähigkeiten von Anderson schätzte, bat ihn um die Rückkehr in sein Kabinett. Am 29. Juli 1957 wurde er dann als Nachfolger von George M. Humphrey zum Finanzminister (Secretary of the Treasury) ernannt. Anderson, der das Vertrauen Eisenhowers besaß und einer seiner engsten Ratgeber war, setzte die Bekämpfung der Inflation seines Vorgängers durch die Reduzierung der öffentlichen Ausgaben fort.
Als sich die parteiinterne Nominierung für die Präsidentschaftswahlen 1960 näherte, drängte Eisenhower ihn, gegen Nixon anzutreten, was Anderson jedoch ablehnte. Nach der Nominierung von Nixon zum republikanischen Präsidentschaftsbewerber wählte dieser entgegen Eisenhowers Erwartungen nicht Anderson, sondern den Botschafter bei den Vereinten Nationen, Henry Cabot Lodge, als seinen Vizepräsidentschaftskandidaten aus.

### Rückzug aus der Politik und Verurteilung wegen Steuervergehen
Nach der Wahlniederlage von Nixon bei der Präsidentschaftswahl 1960 zog Anderson sich am 20. Januar 1961 aus der Politik zurück und wurde Partner einer Rechtsanwaltskanzlei sowie verschiedenen Ölunternehmen.
Als es im Januar 1964 zum Flaggenstreit zwischen den USA und Panama in der Panamakanalzone kam, wurde er von Präsident Lyndon B. Johnson zum Sondergesandten zur Verhandlung der Beilegung der Krise ernannt. Am 3. April 1964 wurden aufgrund der Vermittlung die diplomatischen Beziehungen zwischen den USA und Panama wieder aufgenommen.
Aufgrund von Steuerhinterziehung wurde er durch das Oberste Gericht von New York 1987 zu einer Haftstrafe verurteilt und zugleich seine Zulassung als Rechtsanwalt entzogen. Anderson hatte dabei eine ungenehmigte Filiale der von ihm in gegründeten Commercial Exchange Bank von Anguilla in New York unterhalten, durch die mehrere Investoren ihre Sparvermögen in der Mitte der 1980er Jahre verloren.
1989 starb Anderson an Speiseröhrenkrebs. 
Die Anderson Hills in der Antarktis sind nach ihm benannt.